# Municipio de Washington (condado de Northampton)
El municipio de Washington  (en inglés: Washington Township) es un municipio ubicado en el condado de Northampton en el estado estadounidense de Pensilvania. En el año 2000 tenía una población de 4.152 habitantes y una densidad poblacional de 88.5 personas por km².

## Geografía
El municipio de Washington se encuentra ubicado en las coordenadas 40°50′00″N 75°11′59″O / 40.83333, -75.19972.

## Demografía
Según la Oficina del Censo en 2000 los ingresos medios por hogar en la localidad eran de $48,728 y los ingresos medios por familia eran $54,601. Los hombres tenían unos ingresos medios de $37,213 frente a los $27,553 para las mujeres. La renta per cápita para la localidad era de $22,219. Alrededor del 5,8% de la población estaban por debajo del umbral de pobreza.